# معاذ بن جبل
معاذ بن جبل  (نام کامل: اباعبدالرّحمن معاذ بن جبل بن عمرو بن اوس) از صحابه محمّد پیغمبر اسلام و از انصار است. معاذ بن جبل در سن 18 سالگی اسلام آورد و در «بیعت دوم عقبه» حضور داشت.
معاذ هنگامی که به اسلام گروید، به همراه ثعلبه بن عنمه و عبدالله بن انیس مسئولیت تخریب بت های بنی سلمه را بر عهده گرفتند.هنگامی که محمد هجرت کرد، بین معاذ و عبدالله بن مسعود عهد برادری برقرار کرد.
معاذ بن جبل در 20 یا 21 سالگی در جنگ بدر حضور داشت.او به پیشنهاد مصعب بن عمیر اسلام آورد و در پیمان عقبه شرکت داشت. معاذ در سال هجدهم هجرت، در اثر بیماری طاعون، در شام پس از فتح شام به دست مسلمانان در زمان خلافت عمر بن خطاب وفات یافت و در اردن مدفون گشت. معاذ بن جبل در هنگام مرگ ۳۳ سال داشت.
و نزد شیعه از مخالفان علی بن ابی طالب در مساله جانشینی پیامبر بود.

## قرآن
وی از قاریان قرآن بود. در روایتی از پیامبر اسلام نقل شده است که؛ «قرائت قرآن را از چهار نفر بخواهید: عبدالله بن مسعود، سالم مولی ابی‌حذیفة، ابی بن کعب و معاذ بن جبل».